# 肿瘤间质
肿瘤间质是肿瘤组织中除肿瘤细胞外其他成分的统称。其组成包括细胞成分（间质细胞）和非细胞成分两大类。肿瘤间质和肿瘤细胞相互作用共同决定肿瘤的生物学行为 （生长，浸润，转移等）。由于对肿瘤间质认识的演化，促进了肿瘤症治疗从单纯杀死肿瘤细胞到考虑肿瘤细胞与间质，肿瘤细胞与人体的整体相互作用的个体化治疗的进展。
癌症是肿瘤中恶性度最高，也是肿瘤临床最重要的治疗对象，所以对肿瘤间质的研究与治疗集中于癌间质。

## 癌间质成分：
包括细胞成分（间质细胞）和非细胞成分两大类 。

### 细胞成分
包括纤维细胞，淋巴细胞等。

### 非细胞成分
包括有形成分包括胶原纤维，等纤维成分和基质等无形成分。

## 癌间质的作用
人类对癌间质作用的认识有以下4个时期：

### 营养支架期
癌间质是给癌细胞提供营养和支撑作用的， 是癌生长发育，浸润转移等过程的被动成分。其经典学说为种子与土壤学说： 即癌细胞为种子，癌间质为土壤 。

### 抵抗与滋长期
癌间质有的成分对癌细胞生长发育，浸润转移等过程有抵抗作用，有些有促进癌细胞生长发育或浸润转移多作用。由冼美生等提出并通过对贲门腺癌病理形态学与预后关系的研究而证实 。

### 相互作用期
癌细胞和癌间质相互作用，共同决定癌细胞的行为和生死，影响患者预后。

### 信息网络期
癌组织细胞是多种癌细胞克隆成分的混合体，与癌间质的复杂成分之间形成复杂的信息网络，互相影响。

## 癌间质研究演进对癌症治疗的影响

### 营养支架期
由于癌间质是给癌细胞提供营养和支撑作用的被动成分， 癌症治疗只着眼于消除癌细胞的手术，放疗，化疗。

### 抵抗与滋长期
鉴于癌间质对癌细胞有抵抗或促进癌细胞作用，临床开始探索使用通过调节间质成分来影响癌细胞。包括免疫激活巨噬细胞的疗法，细胞因子疗法，某些中药治疗等。

### 相互作用期
使用靶向抗癌药疗法：抗体与抗癌药偶联疗法等。

### 信息网络期
个体化癌医疗：从患者癌组织提取癌细胞抗原制备抗癌淋巴细胞。通过对癌细胞基因表达，蛋白表达分析针对其异常基因而使用特异性小分子生长因子或有关调节蛋白的药物,。